# Burg Lötzen
Die Burg Lötzen ist eine Ordensburg des Deutschen Ordens in der ostpreußischen Stadt Lötzen, heute Giżycko. Mit ihr wurde der Übergang über die Masurische Seenplatte kontrolliert.

## Geschichte
Nach Abschluss der Eroberung des Preußenlandes erkannte der Hochmeister Dietrich von Altenburg, (ähnlich wie Hermann von Boyen, der aus diesem Grund die Feste Boyen im 19. Jahrhundert errichten ließ) die strategische Bedeutung von Lötzen. Die Johannisburger Heide im Südwesten, die Masurische Seenplatte und die Rominter Heide im Nordosten bilden einen natürlichen Sperrriegel, der nur durch Lötzen auf einer Landenge zwischen dem Löwentinsee und dem Mauersee passierbar ist.
Infolgedessen blieben die Heidegebiete, die in Wirklichkeit Waldgebiete sind, unberührt. In Lötzen wurde 1340 – die erste urkundliche Erwähnung findet man am 20. November 1340 – die hölzerne Wehranlage aus preußischer Zeit ausgebaut. Bereits 1365 wurde sie von den Litauern erobert und zerstört. 1390 wurde sie als Steinbau neu errichtet. Während des Dreizehnjährigen Krieges (1454–1466) wurde die Burg stark beschädigt. 1590 wurde sie im Renaissancestil umgestaltet, bei dem der Giebel entstand. Im Herzogtum Preußen wurde die Burg Sitz eines Amtshauptmanns und damit Verwaltungsmittelpunkt. Sie diente den preußischen Landesherrn als Jagdaufenthalt. 1644 wurde sie deshalb noch vergrößert. Im Schwedisch-Polnischen Krieg (1656/57) erlitt sie wiederum Beschädigungen.

## Heutige Verwendung
Nach 1945 stand die Burganlage leer und wurde in den 1960er Jahren zu einem Hotel umgebaut. Am 24. Mai 1979 wurde die Anlage unter Denkmalschutz gestellt. Zwischen 2009 und 2011 wurde die gesamte Anlage nochmals renoviert und dient nach wie vor als Hotel.